# Clubiona phragmitoides
Clubiona phragmitoides är en spindelart som beskrevs av Schenkel 1963. Clubiona phragmitoides ingår i släktet Clubiona och familjen säckspindlar. Inga underarter finns listade i Catalogue of Life.